# Бикбауский сельсовет
Бикбауский сельсовет — муниципальное образование в Зианчуринском районе Башкортостана.

## История
Согласно «Закону о границах, статусе и административных центрах муниципальных образований в Республике Башкортостан» имеет статус сельского поселения.

## Население
| 2002 | 2009  | 2010 | 2012 | 2013 | 2014 | 2015 |
| ---- | ----- | ---- | ---- | ---- | ---- | ---- |
| 1059 | ↗1080 | ↘899 | ↘887 | ↘877 | ↘867 | ↘842 |
| 2016 | 2017  |      |      |      |      |      |
| ↘823 | ↘820  |      |      |      |      |      |

## Состав сельского поселения
| № | Населённый пункт | Тип населённого пункта          | Население |
| - | ---------------- | ------------------------------- | --------- |
| 1 | Трушино          | деревня, административный центр | ↘221      |
| 2 | Нижняя Бикберда  | деревня                         | ↘268      |
| 3 | Бикбау           | село                            | ↘199      |
| 4 | Верхняя Бикберда | деревня                         | ↘191      |
| 5 | Карадыган        | деревня                         | ↘20       |